# Un puente sobre el Drina
Un puente sobre el Drina (en serbocroata: Na Drini ćuprija/ На Дрини ћуприја) es una novela del escritor yugoslavo Ivo Andrić, quien la escribió en Belgrado durante la Segunda Guerra Mundial, y la publicó en 1945. Esta novela le mereció el Premio Nobel de Literatura en 1961. La trama se desarrolla en la ciudad de Višegrad y su puente Mehmed Paša Sokolović, sobre el río Drina. La historia abarca cerca de cuatro siglos, incluyendo periodos de dominación otomana y austrohúngara, y describe las relaciones y existencias de sus habitantes, en particular los musulmanes y ortodoxos de Bosnia y Herzegovina.

## Reseña
«Un puente sobre el Drina». La primera parte se consagra a un niño serbio separado de su madre como parte del devşirme de súbditos cristianos. Ella lo puede ver lamentarse, hasta la ribera de un río que cruza en una barcaza, perdiéndolo luego de vista definitivamente. El niño se convierte en musulmán, adopta el nombre turco de Mehmed (luego Mehmed Paša Sokolović), asciende con rapidez, y a los sesenta años es Gran Visir. Pero el momento de la separación lo obsesiona y hace construir un puente en el lugar donde fue separado de su madre. Antes de que se construya, el puente ya tiene la función de curar divisiones, lo cual va a resultar difícil a lo largo de la historia.

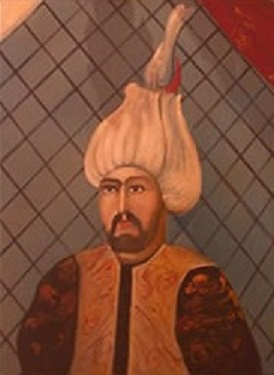
Mehmed Paša Sokolović.

La construcción comienza en 1566 y termina cinco años después, incluyendo un caravasar o han, marcando un importante punto de unión entre el bajalato de Sarajevo, actual Bosnia y Herzegovina, y el resto del Imperio otomano. Siendo en la mitad más ancho, el lugar se convierte en un punto de encuentro.
Un siglo después la Casa de Habsburgo de Austria conquista la actual Hungría, desencadenando la crisis otomana. Por falta de presupuesto estatal se abandona el caravasar, pero el resto del puente se termina, lográndose una calidad en su ingeniería que le permite resistir varios siglos sin mantenimiento.

### sigloXIX
A principios de siglo comenzaron las tensiones étnicas. En la región no hubo enfrentamientos aunque en la zona central de la estructura se colgó a los serbios de quienes el Imperio sospechaba.
Tras el Congreso de Berlín, Serbia y Montenegro se convirtieron en países independientes dentro del Imperio austrohúngaro, ocupando con esa potestad Bosnia y Herzegovina, convirtiendo la región en su protectorado. Desde la terminación del puente el tiempo parece haberse detenido, y la población local tiene dificultades para adaptarse al dominio austriaco. Se construye una barraca en el emplazamiento de caravasar, sufriendo por su parte la ciudad un fuerte flujo de extranjeros. 
Con los austriacos llegan personas de todos los rincones del Imperio, participando en el comercio y trayendo nuevas costumbres. Se construye una pequeña línea de ferrocarril que lo conecta con Sarajevo. Gracias a la modernización, los jóvenes comienzan a ser educados allí y en Viena aportando a su vez nuevas ideas, lo mismo que noticias. Entre los serbios, pero también entre otros pueblos, el nacionalismo comienza a desarrollarse con fuerza.

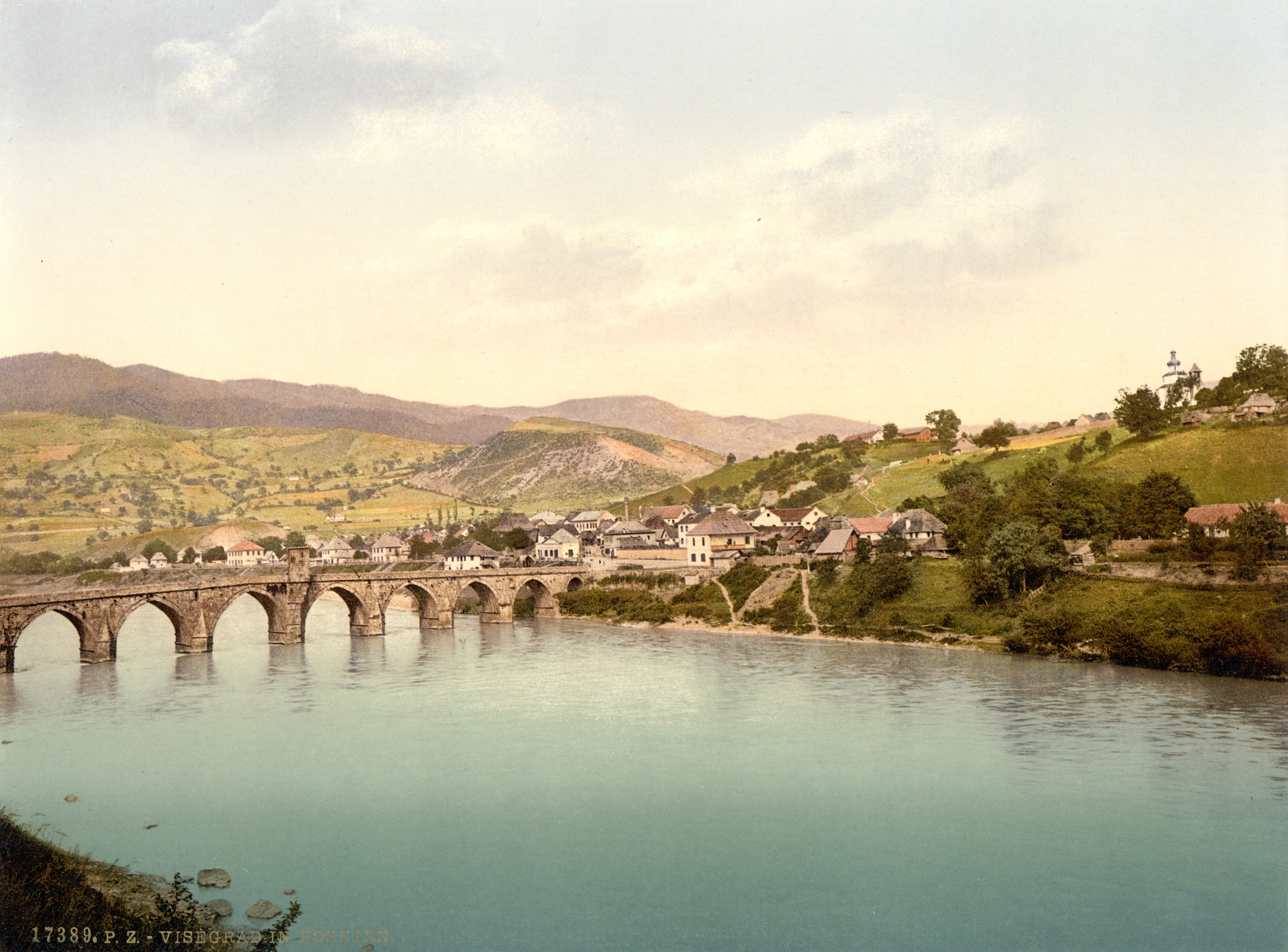
El puente sobre el Drina a principios del.

### sigloXX
Otra "contribución" a esos cambios se dio en 1908, cuando los problemas en Turquía dieron a Austria una excelente oportunidad para anexionarse Bosnia y Herzegovina. Durante esta crisis bosnia, fue claro que veía al Reino de Serbia y a su dinastía, la Casa Real de Karađorđević, como un obstáculo en su conquista de la península. Las guerras de los Balcanes de principios de los años 1910, que casi acabaron con el dominio otomano en la región, no mejoraron las relaciones entre serbios y austriacos, socavando su función de punto de cultural de encuentro. Muchos jóvenes serbios lo utilizaron para franquear la frontera.
En 1914 Gavrilo Princip asesinó al archiduque Francisco Fernando en Sarajevo, desencadenando la Primera Guerra Mundial. Austria declaró la guerra a Serbia, lo que en la localidad tuvo rápidas repercusiones. El puente retomó su importancia estratégica. En la medida en que el ejército serbio derrotó al austriaco en la primera invasión, el Drina se convirtió en la primera línea. Višegrad fue evacuada y se volaron algunas porciones del puente.